# Mauretanien ved sommer-OL 2012
Mauretanien deltog ved Sommer-OL 2012 i London som blev arrangeret i perioden 27. juli til 12. august 2012.

## Medaljer
| 2012 London | Guld | Sølv | Bronze | Total |
| Mauritanien | 0    | 0    | 0      | 0     |